# Liubashivka
Liubashivka (en ucraniano: Любашівка) es un asentamiento urbano ucraniano perteneciente al óblast de Odesa. Situado en el suroeste del país, es parte del raión de Podilsk y del municipio (hromada) homónimo.

## Toponimia
El nombre del asentamiento en ruso es Liubashiovka (en ruso: Любашёвка).

## Geografía
Liubashivka es un centro de transporte importante, 160 kilómetros al norte de Odesa. 

### Clima
| Parámetros climáticos promedio de Liubashivka (1981-2010) | Parámetros climáticos promedio de Liubashivka (1981-2010) | Parámetros climáticos promedio de Liubashivka (1981-2010) | Parámetros climáticos promedio de Liubashivka (1981-2010) | Parámetros climáticos promedio de Liubashivka (1981-2010) | Parámetros climáticos promedio de Liubashivka (1981-2010) | Parámetros climáticos promedio de Liubashivka (1981-2010) | Parámetros climáticos promedio de Liubashivka (1981-2010) | Parámetros climáticos promedio de Liubashivka (1981-2010) | Parámetros climáticos promedio de Liubashivka (1981-2010) | Parámetros climáticos promedio de Liubashivka (1981-2010) | Parámetros climáticos promedio de Liubashivka (1981-2010) | Parámetros climáticos promedio de Liubashivka (1981-2010) | Parámetros climáticos promedio de Liubashivka (1981-2010) |
| Mes                                                       | Ene.                                                      | Feb.                                                      | Mar.                                                      | Abr.                                                      | May.                                                      | Jun.                                                      | Jul.                                                      | Ago.                                                      | Sep.                                                      | Oct.                                                      | Nov.                                                      | Dic.                                                      | Anual                                                     |
| --------------------------------------------------------- | --------------------------------------------------------- | --------------------------------------------------------- | --------------------------------------------------------- | --------------------------------------------------------- | --------------------------------------------------------- | --------------------------------------------------------- | --------------------------------------------------------- | --------------------------------------------------------- | --------------------------------------------------------- | --------------------------------------------------------- | --------------------------------------------------------- | --------------------------------------------------------- | --------------------------------------------------------- |
| Temp. máx. media (°C)                                     | -0.4                                                      | 1.0                                                       | 6.7                                                       | 15.2                                                      | 21.8                                                      | 24.8                                                      | 27.2                                                      | 26.9                                                      | 21.1                                                      | 14.1                                                      | 6.1                                                       | 1.0                                                       | 13.8                                                      |
| Temp. media (°C)                                          | -3.3                                                      | -2.5                                                      | 2.2                                                       | 9.4                                                       | 15.6                                                      | 18.9                                                      | 21.1                                                      | 20.7                                                      | 15.3                                                      | 9.2                                                       | 2.7                                                       | -1.8                                                      | 9.0                                                       |
| Temp. mín. media (°C)                                     | -5.8                                                      | -5.4                                                      | -1.4                                                      | 4.4                                                       | 9.8                                                       | 13.6                                                      | 15.5                                                      | 14.9                                                      | 10.2                                                      | 5.1                                                       | 0.0                                                       | -4.2                                                      | 4.7                                                       |
| Precipitación total (mm)                                  | 30.7                                                      | 27.7                                                      | 29.6                                                      | 35.8                                                      | 48.4                                                      | 68.8                                                      | 71.0                                                      | 51.3                                                      | 53.3                                                      | 36.9                                                      | 40.9                                                      | 36.1                                                      | 530.5                                                     |
| Días de precipitaciones (≥ 1.0 mm)                        | 6.5                                                       | 6.3                                                       | 5.8                                                       | 6.8                                                       | 6.9                                                       | 9.0                                                       | 7.0                                                       | 5.2                                                       | 5.9                                                       | 4.9                                                       | 6.6                                                       | 6.6                                                       | 77.5                                                      |
| Humedad relativa (%)                                      | 85.0                                                      | 82.0                                                      | 76.2                                                      | 65.3                                                      | 62.3                                                      | 67.3                                                      | 65.2                                                      | 62.6                                                      | 68.6                                                      | 76.3                                                      | 85.2                                                      | 86.8                                                      | 73.6                                                      |
| Fuente: World Meteorological Organization                 |                                                           |                                                           |                                                           |                                                           |                                                           |                                                           |                                                           |                                                           |                                                           |                                                           |                                                           |                                                           |                                                           |

## Historia
Muchos ejércitos pasaron por la ciudad entre los años 1917 a 1920, durante la guerra civil rusa. Con el final de la guerra, los bolcheviques asumieron el completo control del país y promovieron una rápida industrialización y colectivización de su agricultura. El período de hambre o Holodomor (1932-1933) fue una de las catastrófes nacionales más grandes en la historia de Liubashivka.
Hasta la Segunda Guerra Mundial, la ciudad tenía una comunidad judía.
Durante la Segunda Guerra Mundial, Liubashuvka fue ocupada por fuerzas rumanas y alemanas entre 1941 al 1944. En 1940, la población judía era de 2.500 habitantes, pero en el 1990, la población judía era de sólo 5 personas ya que la mayoría de los judíos fueron masacrados en el Holocausto.
Desde 1957, Liubashivka tiene el estatus de asentamiento de tipo urbano. Liubashivka se llama la "capital de la salchicha ucraniana" y también se lleva a cabo un festival del mismo nombre en el asentamiento.
Liubashivka fue el centro del raión de Liubashivka hasta 2020, año en el que se hizo una reforma administrativa que redujo el número de raiónes del óblast de Odesa a siete, y el asentamiento pasó a ser parte del raión de Podilsk.

## Demografía
La evolución de la población de Liubashivka entre 1989 y 2022 fue la siguiente:
| 9880                                                          | 11 500 | 9329 | 9055 | 8729 |
| (Fuente: Cities & Towns of Ukraine y UKRAINE: Größere Städte) |        |      |      |      |

Según el censo de 2001, la lengua materna de la mayoría de los habitantes, el 93,72%, es el ucraniano; del 4,51% es el ruso.

## Infraestructura

### Transporte
Por Liubashivka pasa la ruta M05 (E95) que une a San Petersburgo con Kiev, Odesa y Merzifon. El asentamiento tiene una estación de tren y una vía que la une a la ciudad de Kropivnitski, ambos fueron construidos en 1868.